# انتخابات الرئاسة التشيلية 2017
انتخابات الرئاسة التشيلية 2017 هي الانتخابات الرئاسية التي جرت في 19 نوفمبر 2017، في تشيلي، لانتخاب رئيس تشيلي، فاز بالانتخابات سبستيان بنييرا.